# Franz Federschmidt
Franz Federschmidt, né le 21 février 1894 à Philadelphie et mort le 14 avril 1956 dans la même ville d'un cancer du côlon, est un rameur d'aviron américain. Il est le frère de Erich Federschmidt.

## Palmarès

### Jeux olympiques
- Anvers 1920
  -  Médaille d'argent en quatre barré[1].